# Pływanie na Letnich Igrzyskach Olimpijskich 1932 – 4 × 200 m stylem dowolnym mężczyzn
Sztafeta 4 × 200 m stylem dowolnym mężczyzn była jedną z konkurencji pływackich rozgrywanych podczas X Igrzysk Olimpijskich w Los Angeles. Finał odbył się 9 sierpnia 1932 roku.
Zwyciężyła sztafeta japońska w składzie Yasuji Miyazaki, Masanori Yusa, Hisakichi Toyoda i Takashi Yokoyama. Japończycy poprawili rekord świata o ponad 35 sekund, uzyskując czas 8:58,4 i jako pierwsza sztafeta w historii złamali barierę 9 minut. Srebro wywalczyli reprezentanci Stanów Zjednoczonych, których wynik był także lepszy od starego rekordu świata, ale o 12,1 s wolniejszy od czasu zwycięzców wyścigu. Brąz zdobyli poprzedni rekordziści świata - Węgrzy, uzyskując czas 9:31,4 (również lepszy od poprzedniego rekordu świata).

## Rekordy
Przed zawodami rekord świata i rekord olimpijski wyglądały następująco:
| Rekord            | Reprezentacja                                                                                               | Czas   | Miejsce   | Data            |       |
| ----------------- | --- | ------ | --------- | --------------- | ----- |
| Rekord świata     | Węgry · István Bárány (2:25,8) · András Székely (2:22,8) · László Szabados (2:30,6) · András Wanié (2:24,8) | 9:34,0 | Paryż     | sierpień 1931   | [ 1 ] |
| Rekord olimpijski | Stany Zjednoczone · Austin Clapp · Walter Laufer · George Kojac · Johnny Weissmuller                        | 9:36,2 | Amsterdam | 9 sierpnia 1928 | [ 2 ] |

W trakcie zawodów ustanowiono następujące rekordy:
| Data       | Etap konkurencji | Reprezentacja                                                                   | Czas   | Rekord |
| ---------- | ---------------- | ------------------------------------------------------------------------------- | ------ | ------ |
| 9 sierpnia | finał            | Japonia · Yasuji Miyazaki · Masanori Yusa · Hisakichi Toyoda · Takashi Yokoyama | 8:58,4 | WR     |

## Wyniki
Ze względu na start zaledwie siedmiu reprezentacji rozegrano tylko finał. 
Finał
| Miejsce | Państwo           | Zawodnik                                                                                                 | Czas    | Uwagi |
| ------- | ----------------- | --- | ------- | ----- |
| 1 !     | Japonia           | Yasuji Miyazaki (2:14,1) Masanori Yusa (2:14,7) Hisakichi Toyoda (2:14,8) Takashi Yokoyama (2:14,8)      | 8:58,4  | WR    |
| 2 !     | Stany Zjednoczone | Frank Booth (2:20,2) George Fissler (2:17,0) Maiola Kalili (2:18,6) Manuella Kalili (2:17,7)             | 9:10,5  |       |
| 3 !     | Węgry             | András Wanié (2:25,8) László Szabados (2:26,5) András Székely (2:21,3) István Bárány (2:17,8)            | 9:31,4  |       |
| 4.      | Kanada            | George Larson (2:26,0) George Burrows (2:28,0) Munroe Bourne (2:24,0) Walter Spence (2:18,3)             | 9:36,3  |       |
| 5.      | Wielka Brytania   | Joseph Whiteside (2:27,4) Bob Leivers (2:25,8) Reginald Sutton (2:25,3) Mostyn Ffrench-Williams (2:27,1) | 9:45,8  |       |
| 6.      | Argentyna         | Carlos Kennedy Leopoldo Tahier Roberto Peper Alfredo Rocca                                               | 10:13,1 |       |
| 7.      | Brazylia          | Manuel Silva Isaac Morais Manoel Villar Benvenuto Nunes                                                  | 10:36,5 |       |